# I Don't Give a Fuck
«I Don't Give a Fuck» es una canción del rapero 2Pac de su álbum debut, 2Pacalypse Now, lanzado en 1991. La canción no tiene estribillo y cuenta con la colaboración de un rapero llamado Pogo.
El tema de la canción se centra fuertemente en un movimiento antipolicía y antirracismo, y las letras hablan de la brutalidad policial y la delincuencia en el gueto.
En la introducción, 2Pac recibe llamadas telefónicas de sus amigos diciendo que unos policías los están golpeando sin razón aparente, y varios delitos que están dirigidos a ellos, tras lo cual comienza a rapear.
Esta fue una de las canciones que 2Pac le dedicó a un joven en Texas que estaba acusado de asesinato contra un policía estatal. En el final de la canción, 2Pac se dirige a las autoridades diciendo «fuck you» en varias ocasiones, mientras que en el fondo se oyen citas como «fuck you to the FBI, fuck you to the CIA», o como 2Pac dijo antes de que empezara el outro, «giving his fuck offs» (‘dándoles su mierda’).
En 1998, el rapero Eminem lanza su sencillo «Just Don't Give a Fuck», inspirado en esta canción.

## Aparición en medios
Esta canción aparece en el videojuego de 2004 Grand Theft Auto: San Andreas en la estación de radio Los Santos.